# Ghassan Salhab
Ghassan Salhab, né le 4 mai 1958 à Dakar, est un réalisateur libanais.

## Biographie
Il nait le 4 mai 1958 à Dakar et passe son enfance au Sénégal. Avec ses parents négociants, il retourne au Liban en 1970.
Après Beyrouth Fantôme, son deuxième film, Terra incognita, est lui aussi consacré à la capitale libanaise.
Une rétrospective lui est consacrée au Festival international du film de La Rochelle en 2010.
En 2014, il sort La Vallée, deuxième volet d'un triptyque sur le Liban.

## Filmographie
- 1998 : Beyrouth Fantôme
- 2002 : Terra incognita
- 2006 : Le Dernier Homme (téléfilm)
- 2009 : 1958
- 2010 : La Montagne
- 2014 : La Vallée
- 2016 : L'encre de Chine (documentaire)
- 2021 : The River (Al Naher)